# 上田長尾家
上田長尾家（日语：／ Uedanagaoke）是室町時代在越後國割據的豪族。守護代長尾氏的分家。

## 概要
跟隨上杉氏進入越後的越後長尾氏以三條長尾家為中心，於越後國內各所扶植其勢力，而在越後國南部上田庄的越後上田城為本據地的就是上田家。家祖一說是長尾豐前守景晴，亦有說法指是長尾新左衛門尉長景。在越後國內擔任關東管領的被官。
在日本戰國時代投向守護代長尾為景擁立新守護（永正之亂），但是後來雙方陷入對立關係。為景死前把女兒仙桃院嫁給上田長尾政景，由此令政情安定，而兩人誕下的兒子顯景在後來改名為上杉景勝，成為上杉謙信的養子並以長尾上杉氏（米澤上杉家）的家系存續。